# Valentín Iglinski
Valentín Guennàdievitx Iglinski (en rus: Валентин Геннадьевич Иглинский; 12 de maig de 1984) és un ciclista kazakh que fou professional entre el 2004 i el 2014. El seu germà Maksim també és ciclista professional.
A finals del 2008 quedà sense equip, per la qual cosa el 2010 va córrer amb la seva selecció nacional, aconseguint 11 victòries. El 2013 fitxa per l'equip francès AG2R La Mondiale, i en finalitzar la temporada torna a l'Astana Qazaqstan Team.
El 10 de setembre de 2014 es va anunciar que havia donat positiu per EPO durant la disputa de l'Eneco Tour. El ciclista va admetre el consum d'aquesta substància pel seu propi compte. L'Astana Qazaqstan Team el va acomiadar immediatament i la Federació de Ciclisme del Kazakhstan el va suspendre per 4 anys.
En el seu palmarès destaquen dues edicions del Tour de Hainan i diverses victòries d'etapa, la majoria de les quals les ha aconseguit en proves de l'UCI Àsia Tour.

## Palmarès
- 2006
  - Vencedor d'una etapa al Tour de Hainan
- 2007
  - Vencedor de 2 etapes a la Volta al Japó
  - Vencedor de 2 etapes a la Volta a Bulgària
- 2008
  - Vencedor de 2 etapes al Tour de Loir-et-Cher
  - Vencedor de 2 etapes a la Volta a Navarra
- 2009
  - 1r al Tour de Kumano i vencedor de 3 etapes
  - Vencedor de 3 etapes a la Volta a Sèrbia
  - Vencedor de 2 etapes a la Volta al llac Qinghai
  - Vencedor de 2 etapes a la Volta a Bulgària
  -  Medalla de bronze en la cursa en línia dels Campionats d'Àsia
- 2010
  - 1r al Tour de Hainan i vencedor d'una etapa
- 2011
  - 1r al Tour de Hainan i vencedor d'una etapa
  - Vencedor d'una etapa a la Volta a Turquia

### Resultats al Giro d'Itàlia
- 2010. Abandona (11a etapa)

### Resultats a la Volta a Espanya
- 2010. 153è de la classificació general